# Oxalsyra

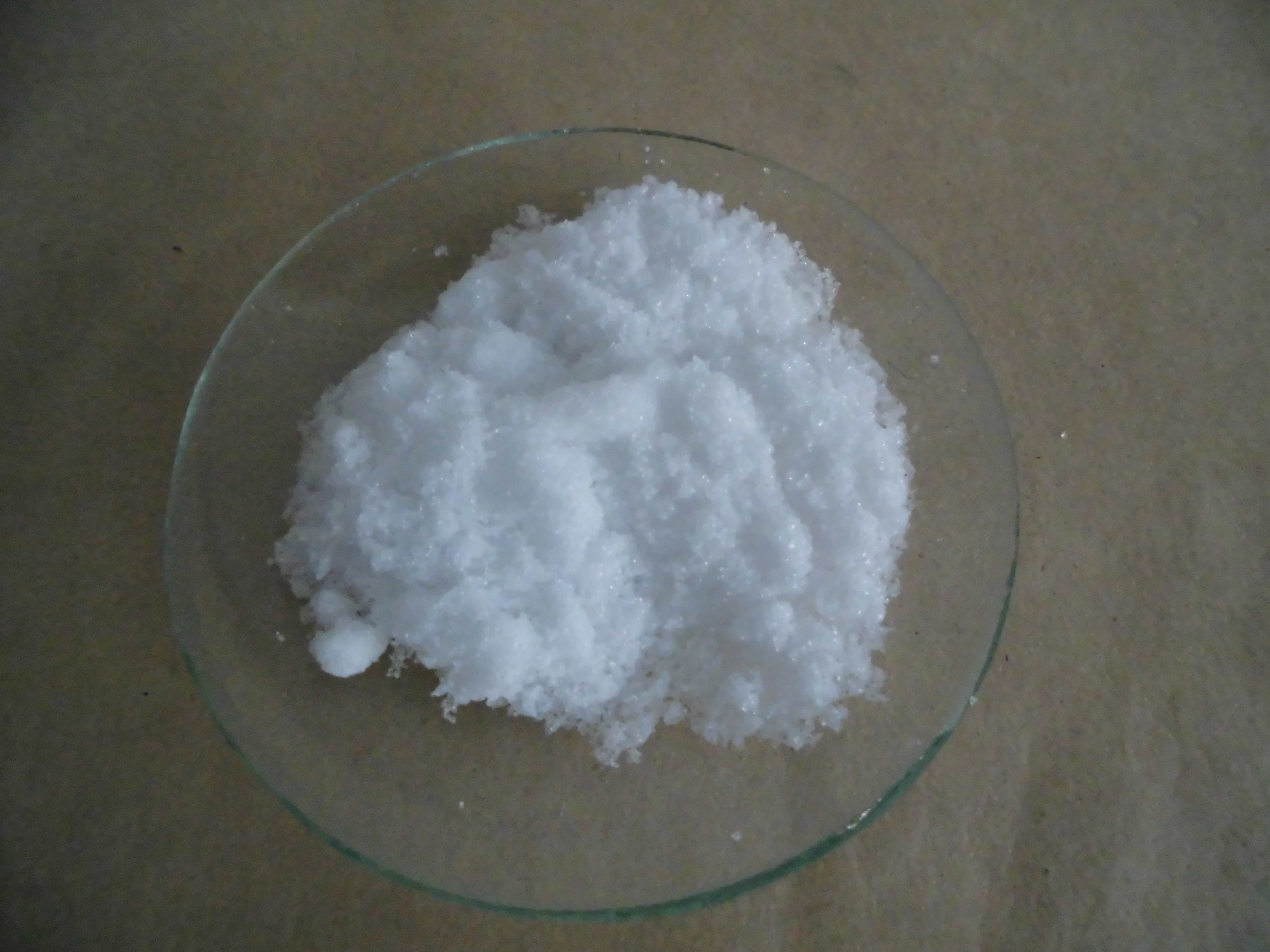
Oxalsyra-dihydrat

Oxalsyra (H2C2O4) är en relativt stark karboxylsyra, 3000 gånger starkare än ättiksyra. Oxalsyran är en dikarboxylsyra, det vill säga den har två karboxylgrupper. Dess salter kallas oxalater. Namnet oxalsyra kommer från det vetenskapliga namnet för harsyra, Oxalis acetosella.

## Förekomst
Syran finns i flera olika växter, såsom harsyran (Oxalis acetosella) som gett syran sitt namn, och rabarber, men även i spenat och kakao. De mängder som finns i livsmedel är inte giftiga.

## Framställning
Syran tillverkas genom oxidation av kolhydrater eller glukos, med hjälp av salpetersyra eller luft och vanadinpentoxid. Som prekursor används vanligen etylenglykol eller glykolsyra.

## Egenskaper
Vissa metaller, exempelvis olika legeringar av aluminium, kan angripas av oxalsyra även i måttliga koncentrationer. Även galvaniserade ytor reagerar starkt med oxalsyra.  

## Användning
Oxalsyra kan användas för att ta bort rostfläckar som så kallad flygrost (metallfragment från dubb och plogblad som kan fastna i lacken på bilar under vintern). Oxalsyra kan även användas för att bleka mörknade föremål av ek. Oxalsyra används även inom biodling, för bekämpning av varroakvalster. Endast oxalsyra-2-hydrat skall då användas.

## Giftighet och hälsoeffekter
Ämnet är frätande och giftigt. Vid förtäring irriterar det mag- och tarmkanalen. Det reagerar med kalciumjoner i blodet och bildar svårlösligt kalciumoxalat, som täpper till i njurens gångar och vid intag av större mängder kan leda till njursten. Vid förgiftning finns risk för njursvikt på grund av njursten. Man kan behöva behandla med kalciumlösningar direkt i blodet och tillgripa hemodialys. Andra möjliga följder av förtäring av oxalsyra är kalciumbrist, hypokalcemi och rakit.[källa behövs]
Den lägsta dos som en människa dött av är 100 mg oxalsyra per kilo kroppsvikt alltså för en människa på 80 kilo, 8 gram ren syra.